# Jesus Is King (filme)
Jesus Is King é uma curta-metragem de Kanye West,  apresentando o grupo de rap gospel do West, Sunday Service. O filme foi lançado em 25 de outubro de 2019 junto com o álbum Jesus Is King, o nono álbum de estúdio de West. 

## Produção
Em 29 de setembro de 2019, foi anunciado que IMAX e Kanye West estavam colaborando para lançar um filme de concerto do Sunday Service que foi filmado no verão de 2019 na Roden Crater em Painted Desert, Arizona. 

## Lançamento
Uma prévia do filme foi exibida em duas festas de escuta do nono álbum de estúdio de West, Jesus Is King, em 27 de setembro de 2019 em Detroit e 28 de setembro de 2019 em Chicago. 
O filme será lançou nos cinemas IMAX em 25 de outubro de 2019, e ainda aguarda uma versão digital no iTunes anunciada por Ye. 